# Buthraupis
Buthraupis (bergtangaren) is een geslacht van zangvogels uit de familie Thraupidae (tangaren). Het geslacht is monotypisch:
- Buthraupis montana  – Blauwrugbergtangare